# Game Axe
 Game Axe una videoconsola portátil bootleg compatible con juegos de  Famicom, creada por el fabricante de hardware taiwanés Legend Technology Co., LTD.      Lanzado en 1989, teniendo un relanzamiento alrededor del año 2000 se vendió en Hong Kong, Taiwán y Japón bajo la marca Redant.  Es un Famiclon portátil compatible con juegos de Famicom originales,  se incluyo un adaptador para la reproducción , de juegos de Nintendo Entertainment System americanos y europeos . 
la Game Axe tiene El diseño horizontal y similar al Game Gear de Sega.  Tenía una pantalla LCD a color de 3,5 pulgadas (modelo FC-812 ) y 4 pulgadas (modelos FC-816 / FC-868 ),  dos puertos db9 para multijugador, y un conector de CA y un conector RCA, lo que permitía conectar el Game Axe a un televisor y esencialmente reemplazar un Famicom.  

## Especificaciones técnicas
las especificaciones técnicas para el Game Axe: 
- Alimentación: 9 voltios CC 500-1000 mA / 6 pilas AA .
- CPU: NMOS 6502 a 1.8 megahercios
- GPU: PPU (Unidad de procesamiento de imágenes)
- Pantalla: Pantalla LCD de matriz pasiva de 3,8 pulgadas con retroiluminación.
- Sonido: pAPU (Unidad de procesamiento de pseudoaudio)
- Conectores:
  - Entrada de CC, ranura para cartucho, salida A/V, entrada A/V RCA ( cable Y de video componente que se conecta a un miniconector de 1/8”)
  - Controladores
  - Salida A/V (usando el cable de salida A/V estándar de Sega Genesis)
  - Teléfonos

### Problemas con el adaptador de cartuchos NES
Debido a que para la reproducción de juegos la nes se requiere  adaptador adicional, el Game Axe sufre graves problemas de estabilidad si se juegan juegos de NES mientras se juega de forma portátil. Cualquier sacudida del dispositivo portátil hace que los juegos de NES se congelen o se apague. 